# Bạch Ngọc, Garzê
Bạch Ngọc (chữ Hán giản thể: 白玉县, Hán Việt: Bạch Ngọc huyện) là một huyện thuộc Châu tự trị dân tộc Tạng Cam Tư, tỉnh Tứ Xuyên, Cộng hòa Nhân dân Trung Hoa. Huyện Bạch Ngọc có dân số 41.156 người (1999).. Huyện Bạch Ngọc được chia ra thành 17 hương trấn. Mã số bưu chính của Bạch Ngọc là 627150